# Renner Gusztáv
Renner Gusztáv (Alhó (Vas vármegye), 1845. január 16. – Budapest, 1908. április 30.) gazdász, bankelnök, jószágkormányzó, a kisbéri ménesbirtok volt igazgatója.

## Életrajza
Renner Gusztáv gazdász, 1845. január 16-án született a Vas vármegyei Alhón. Gimnáziumi tanulmányait Felső-Lövőn és a soproni evangélikus líceumban elvégezve, 1861-től a néhai Viczay-Héderváry grófi, majd Batthyány Ferenc gróf gyimótfalvai uradalmainak szolgálatába lépett. 1867-ben beiratkozott a magyaróvári gazdasági felső tanintézetbe, ahol 1869-ben végzett. Kiváló tanulmányi eredményei miatt azonnal kinevezték az akadémia mintagazdaságának intézőjévé és a gyakorlati tárgyak tanárává. Magyaróváron volt gazdasági intéző 1869. október 1-től 1871. október 1-ig, majd szolgálattételre a földmívelés-, ipar és kereskedelemügyi minisztériumba, a ménesbirtokok ügyosztályába (Lótenyésztési Főosztály) osztották be leveldi Kozma Ferenc miniszteri tanácsos mellé. Innen 1880. október 1-jétől Kisbérre került, ahol a ménesbirtok igazgatója lett 1891. április 30-ig. 1891. május 1-jétől a Somogy vármegyei Esterházy hercegi hitbizományi birtokon 1890-ben létrehozott MIR Kaposvári Béruradalom 50 ezer holdas gazdaságának igazgatójaként tevékenykedett, gazdasági szeszgyárat és cukorgyárat is létesített. Ezen állásától 1895. október 23-án vált meg és Budapestre költözött. Ezután magánuradalmak gazdaságait adminisztrálta (Andrássy Géza gróf parnói, betléri, nagykemencei, néhai Hunyady Lászlóné grófné, Csáky Sarolta szendrői, Szájbely Gyula rohonci, a horvát kormány bozjakovinai gazdaságát).
Tanulmányutakat tett Ausztriában, Németországban, Angliában és Svájcban. 1884-ben megkapta a Ferenc József-rend lovagkeresztjét.  Magyarországon és Ausztriában a gazdasági kiállításokon zsűritag volt. A Magyar Leszámítoló- és Pénzváltó Bank felügyelőbizottságának elnöki tisztét is viselte.
1908-ban, 63 éves korában érte a halál.

## Munkái
- Takarmányozási összeállítás a m.-óvári m. kir. gazdasági akadémia gazdaságában 1876-1877 évben. (Magyar-Óvár, 1877)
- Búza János "Kultivált növényeink és betegségei" című munkájának bírálata. (Budapest, 1880.) [Különnyomat a Földmívelési Érdekeinkből].
- Az üszögbetegség és az anyarozs tekintettel a fejlődésünkre, a nevezetes fajok leírására és az ellenük alkalmazandó eljárásra művelésbeli növényeinknél.(Budapest, 1880)